# John Christie (assassino)
John Reginald Halliday Christie (Halifax, 8 de Abril de 1899  – 15 de Julho de 1953) foi um assassino em série inglês, activo na década de 1940 e década de 1950. Foi preso, julgado e enforcado por homicídio em 1953.